# Худдур
Худдур (сом. Xuddur) — місто в Сомалі, столиця регіону Баколь.

## Клімат
Місто знаходиться у зоні, котра характеризується кліматом помірних степів та напівпустель. Найтепліший місяць — березень із середньою температурою 28.4 °C (83.1 °F). Найхолодніший місяць — липень, із середньою температурою 25.4 °С (77.7 °F).
| Клімат Худдура          | Клімат Худдура | Клімат Худдура | Клімат Худдура | Клімат Худдура | Клімат Худдура | Клімат Худдура | Клімат Худдура | Клімат Худдура | Клімат Худдура | Клімат Худдура | Клімат Худдура | Клімат Худдура | Клімат Худдура |
| Показник                | Січ.           | Лют.           | Бер.           | Квіт.          | Трав.          | Черв.          | Лип.           | Серп.          | Вер.           | Жовт.          | Лист.          | Груд.          | Рік            |
| Середня температура, °C | 26,5           | 27,3           | 28,4           | 28             | 27             | 26,2           | 25,4           | 25,6           | 26,5           | 26,5           | 26,2           | 26,3           | 26,7           |
| Норма опадів, мм        | 1.6            | 3.8            | 24.7           | 123.6          | 89.6           | 8.8            | 6.6            | 4.1            | 11.1           | 96.1           | 67.2           | 11.5           | 448.7          |
| Днів з опадами          | 0,4            | 0,7            | 1,8            | 6,7            | 6,1            | 6,9            | 6,5            | 2,3            | 3,6            | 4,6            | 4,2            | 1,9            | 45,7           |
| Вологість повітря, %    | 47.8           | 58             | 60.2           | 69             | 68.6           | 62.3           | 59.5           | 57.7           | 59.4           | 65.4           | 67.1           | 63.3           | 61.5           |
| ----------------------- | -------------- | -------------- | -------------- | -------------- | -------------- | -------------- | -------------- | -------------- | -------------- | -------------- | -------------- | -------------- | -------------- |
| Джерело: Weatherbase    |                |                |                |                |                |                |                |                |                |                |                |                |                |